# Le Scandale (mini-série, 1980)
Pour les articles homonymes, voir Le Scandale.

Le Scandale est une mini-série télévisée française de Jean-Pierre Desagnat diffusée pour la première fois à partir du 16 juin 1980 en dix épisodes de treize minutes. C'est un des vingt-et-un segments qui compose la série La Vie des autres.

## Synopsis
À sa sortie de l'université, Audrey est engagée par Lord Brentford comme préceptrice de son petit fils, Cecil. La jeune femme doit aussi tenir compagnie à la mère de celui-ci, Carol, qui est très malade. Elle assiste aux diverses affaires et aux scandales qui agitent la famille aristocratique.

## Fiche technique
- Réalisation : Jean-Pierre Desagnat
- Scénario et dialogues : Pierre Gaspard-Huit
- Musique : Carlos Leresche
- Producteur délégué : Jean-Paul Ferrari
- Société de production : Antenne-2 • Telfrance
- Format : 10 x 13 minutes
- Première diffusion : 16 juin 1980

## Distribution
- Marie-Georges Pascal : Audrey Caldwell
- Jacques François : Lord William Brentford
- Marianne Comtell : Lady Amanda
- Patrice Alexsandre : Stephen Brentford
- Michel Herval : Jack Hattaway
- Laurence Imbert : Carol Brentford
- Julien Petelle : Cecil
- Michel Francini : Finch
- Marius Balbinot : Matlock
- Alain Claessens : Leslie Edwards
- Christine Aurel : Kitty
- Hans Meyer : le colonel Nikolov
- Michel Barbey : commissaire Burgess
- Michel Eteve : l'inspecteur
- Marcel Charvey : Draycott
- Yves Arcanel : Harold Woods
- Jules Rossett : Cobb
- Yannick Rocher : Priscilla